# Riksväg 5, Norge
Riksväg 5 (norska: Riksvei 5) är en riksväg i Vestland fylke i Norge som går mellan Håbakken i Lærdals kommun och Florø i Kinns kommun. Vägen är 154,9 kilometer lång och asfalterad. Den passerar bland annat genom tätorterna Lærdalsøyri, Kaupanger, Sogndal, Skei, Førde och Naustdal.
Vägen ansluter till:
- Europaväg 16 (vid Håbakken)
- Fylkesväg 53 (vid Sandnes)
- Fylkesväg 55 (vid Sogndal)
- Riksväg 13 (vid Sogndal)
- Europaväg 39 (vid Skei)
- Fylkesväg 613 (vid Moskog)
- Europaväg 39 (vid Førde)
- Fylkesväg 611 (vid Naustdal)
- Fylkesväg 615 (vid Storebru)
- Fylkesväg 611 (vid Eikefjord)
- Fylkesväg 614 (vid Grov)